# قاسم ميتشيل
قاسم ميتشيل (بالإنجليزية: Qasim Mitchell)‏ هو لاعب كرة قدم أمريكية أمريكي، ولد في 3 ديسمبر 1979 في جاكسونفيل في الولايات المتحدة.

## وصلات خارجية
- قاسم ميتشيل على موقع مرجع كرة القدم المحترفة.كوم (الإنجليزية)
- قاسم ميتشيل على موقع JustSportsStats.com (الإنجليزية)